# Langgar Dalem
Langgar Dalem is een bestuurslaag in het regentschap Kudus van de provincie Midden-Java, Indonesië. Langgar Dalem telt 2252 inwoners (volkstelling 2010).